# Takourt
La takourt ou thakourth (en berbère : ⵜⴰⴽⵓⵔⵜ, takurt) est un sport traditionnel berbère. Ce jeu ressemble quelque peu au hockey sur gazon, et ressemble à la soule, la choule, l'éteufe la pelote et le bazhig-kamm breton.
La pratique de la takourt est historiquement attestée dans tout le Maghreb, de la Libye au Maroc, en passant par la Tunisie et l'Algérie.

## Dénominations et étymologie
Le mot takurt signifie ballon ou balle en tamazight. En arabe le nom de ce sport est : تاكورت, ثاكورث, dans la transcription arabe du mot berbère. En arabe maghrébin il est appelé soit takourt/takort/takourt, soit koura/kora/kura (forme arabisée), mais ce dernier terme est aussi utilisé pour le football moderne duquel ils serait l'ancêtre.
En rifain ce jeu prend le nom de tacurt (tachourt). En Kabylie on retrouve trois noms : taghulalt (taghoulalt) en Grande Kabylie, dabagh en Moyen-Kabylie, aceffar (asheffar, acheffar) en Kabylie Maritime (Iflissen).
On retrouve aussi la dénomination zerzari.
Chez les Touaregs, on retrouve différentes dénominations du jeu dans l'Azawad, l'Azawagh et ailleurs : takerikera chez les Imakalkalen avec karey en nom de la balle, tkikara à Djanet, karikari chez les Kel Tématay, takrika dans l'Ahaggar (Hoggar).
En Mauritanie les Maures arabophones l'appellent en hassaniya kora et les Zenagas berbérophones tekurt (tekourt).

## Histoire
Déjà dans l'Antiquité, le premier témoin à avoir signalé la pratique d'un tel sport est le célèbre voyageur et historien grec Hérodote. Vers 480 avant Jésus Christ, il découvrait chez les Berbères un jeu appelé « Takourt » pratiqué aussi bien par les hommes que par les femmes.
Des écrits du XIIe siècle tel que Siraj tullâb al ulûm d'Al Arabi Ben Yahya Al-Massari faisaient référence à la pratique de ce sport.
L'anthropologue Lucien Bertholon mentionne : « Il est infiniment probable que, dans la fête de Tanit, les filles libyennes pratiquaient un jeu rituel dont la koura [thakourth] est un vestige. Le but de ce jeu était de demander la pluie à la déesse tritogène »,.
L’historien Abdellah Rochd informe que l’historien grec Hérodote, premier à avoir mentionné le football, « a mentionné le jeu koora ou takourt couramment connu au sein de la population berbère ».

## Anthropologie
Le linguiste berbérisant Émile Laoust a écrit : « Le jeu de la koura est, si l’on peut dire, le véritable sport national des Berbères. Il consiste, comme l’on sait, à chasser, soit avec le pied, soit avec un bâton, une pelote de laine, de chiffons, parfois de bois que se disputent des joueurs divisés en deux camps. ».
Chez les Berbères la takourt est un sport à la fois masculin et féminin. Cependant, dépendamment des régions ou périodes historiques il a peut aussi être exclusif à l'un des deux sexes.
Ainsi, alors que plutôt pratiqué par les hommes de nos jours, il fut dans le passé à certains moments de l'histoire uniquement pratiqué par les femmes en relation avec les rituels féminins rattachées à la déesse libyenne de la guerre.
Traditionnellement les femmes pubères pratiquent le jeu de balle lors du rite de tislit n unzar (la fiancé de la pluie).
L'ethnologue Germaine Tillion notifie la ressemblance de ce jeu avec d'autres jeux pratiqués en France, entre autres la soule, la choule, l’éteufe, la pelote, et le bhazig kamm. Elle avance : « Comme la kora maghrébine, ils opposaient à date fixe (une date correspondant au renouveau de la végétation) deux communautés rurales ; comme la kora, cette compétition était considérée comme nécessaire à la pousse de l’herbe.
Dans les croyances berbères la pratique de la takourt est rattaché à la déesse-mère, au rite de l'eau censé encourager les précipitations et la venue de la pluie, et à la pousse de l'herbe.

## Par région

### Algérie
Dans les Aurès il se joue avec un ballon fait d'herbes et d'alfa enduit de cire d'abeille et un long bâton à extrémité recourbée, entre deux équipes formées de joueurs des deux sexes et même d'enfants,,.

### Maroc
La pratique de la takourt est attestée au Maroc.

### Tunisie
Bien que sa pratique soit historique en Tunisie il semble que ce sport ait disparu ou presque dans le pays. Cela pourrait avoir un lien avec l'arabisation qui a été la plus poussée du Maghreb dans la région, la Tunisie étant aujourd'hui le pays le plus arabisé du Maghreb.
L'origine de la koura en Tunisie remonterait à un rite de culte très ancien historiquement pratiqué dans le Sud de la Tunisie qu'Hérodote a décrit, et lié à une déesse guerrière libyque.
L'anthropologue Lucien Bertholon a effectué des études anthropologiques sur ce jeu en Tunisie.

### Monde touareg
Chez les Touaregs contemporains le sport est exclusivement masculin : la femme n’y joue pas comme chez les autres Berbères, mais tient un rôle très important dans lequel les femmes de chaque taousit (tawsit) se regroupent aux deux extrémités d'une aire de jeu immense et représentent en quelque sorte les deux buts et les arbitres.

### Mauritanie

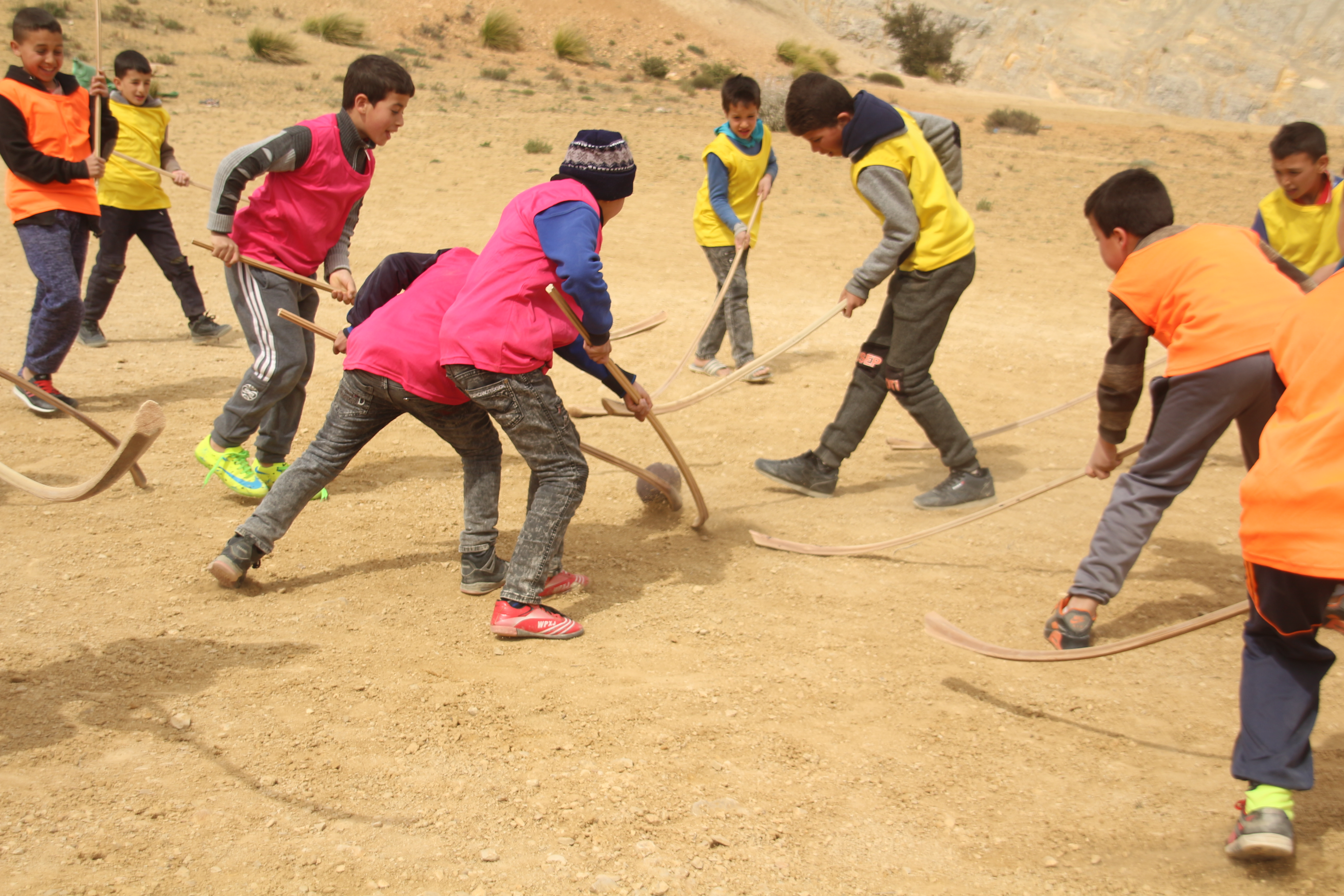
Enfants jouant au takourth.